# Falochron

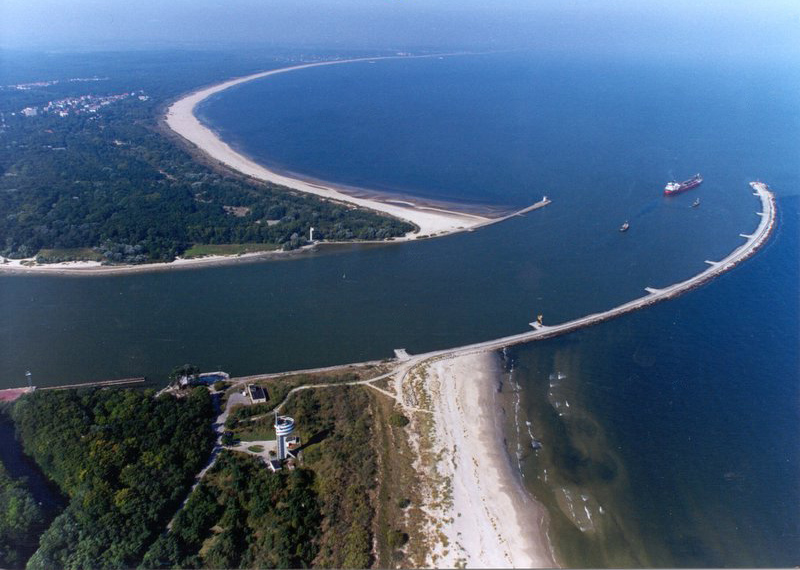
Falochrony portu Świnoujście

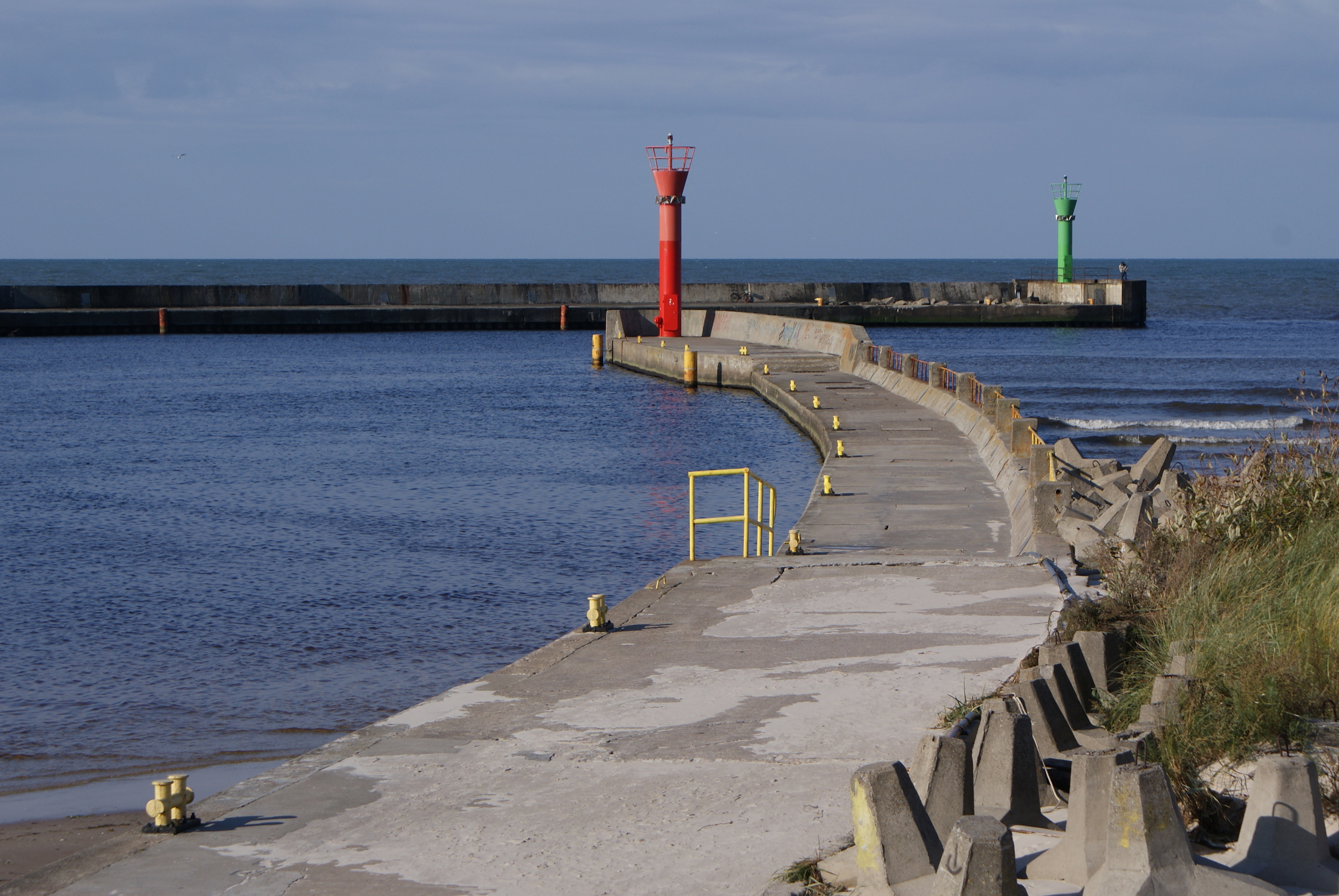
Wschodni falochron portu Mrzeżyno

Falochron – konstrukcja służąca do ochrony przed działaniem fal. Zwykle jest to konstrukcja hydrotechniczna służąca osłonie (np. portu, promenady) przed działaniem fal. Rozbija ona fale, nie dopuszczając do uszkodzeń lub utrudnień w wykorzystaniu nabrzeża.
Falochron może być w postaci masywnej ściany betonowej, nasypu z gruzu lub kamieni albo rzędu drewnianych pali. W czasie lądowania aliantów w Normandii do konstrukcji falochronów w prowizorycznych portach użyto kilku starych statków i okrętów, które zatopiono w odpowiednich miejscach.
Falochron to również nazwa osprzętu jednostki pływającej ochraniającego przed działaniem fal. Najczęściej znajduje się w części dziobowej pod postacią podwyższenia burty lub dodatkowej osłony w kształcie litery V, która rozbija fale.

## Galeria

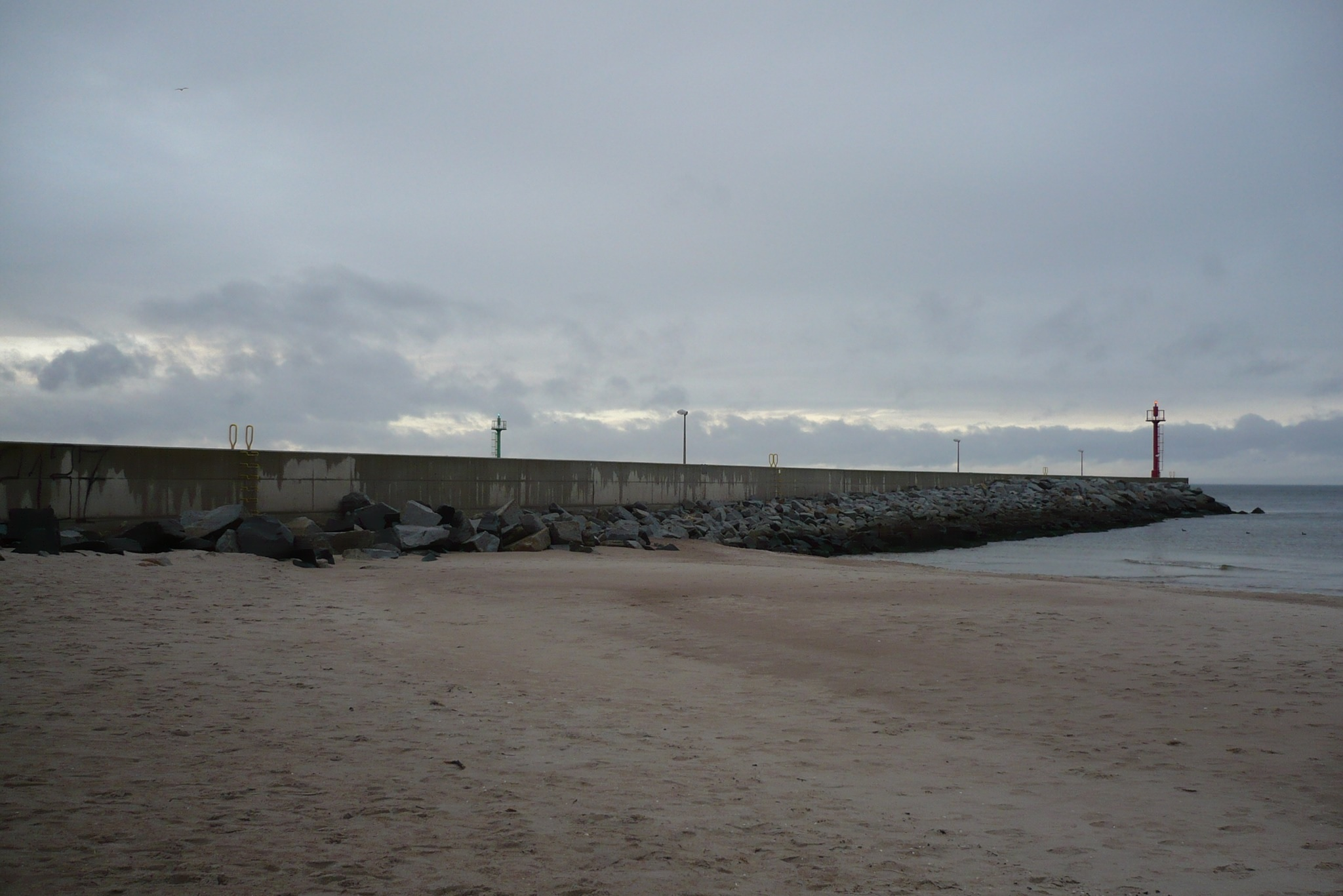
Falochron wschodni w Dziwnowie
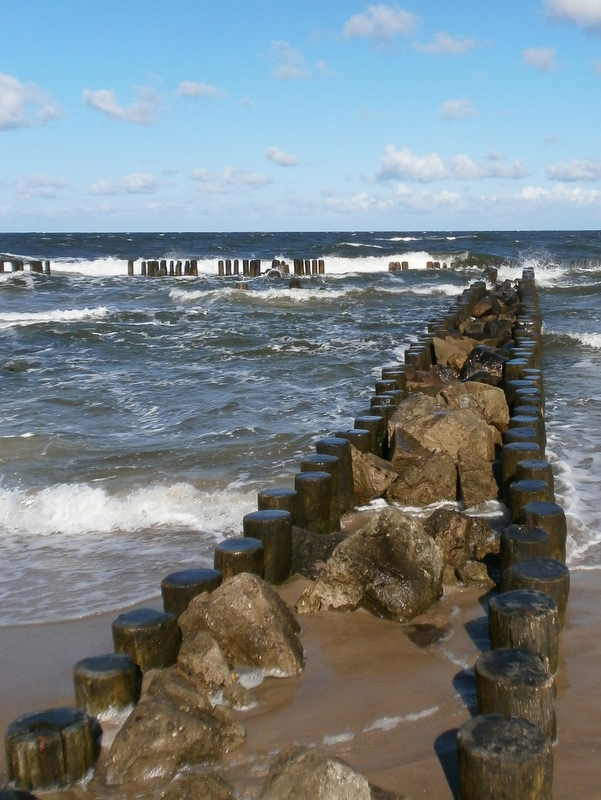
Falochron słupowo-kamienny w Dziwnowie
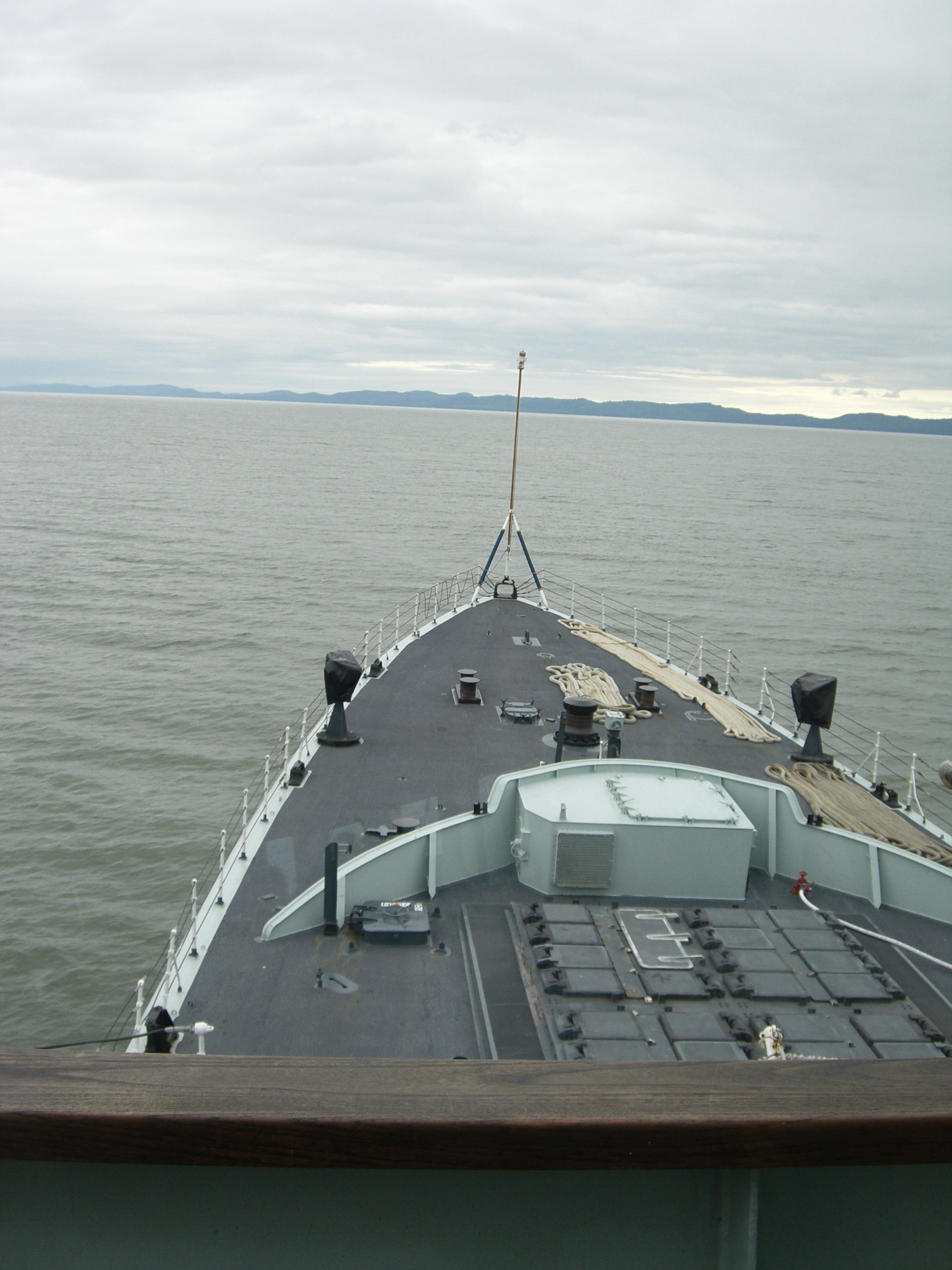
Falochron na okręcie
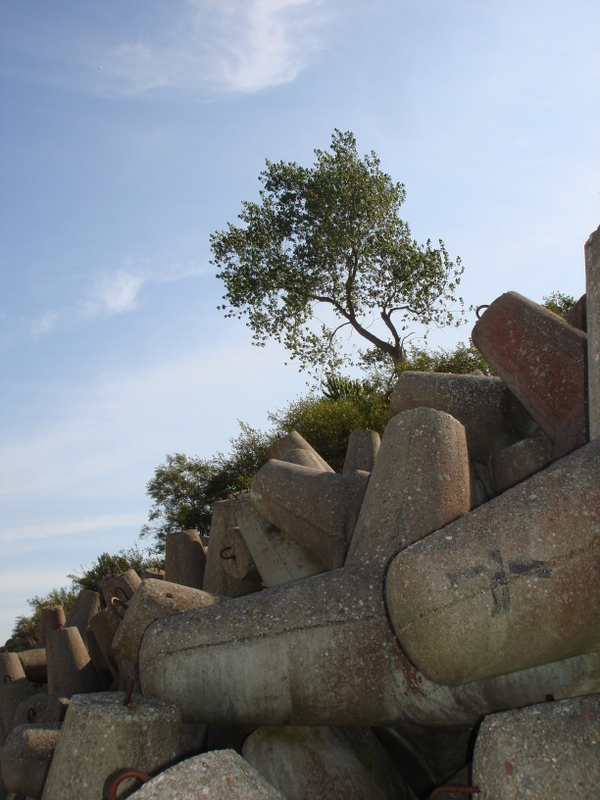
Gwiazdobloki w Kołobrzegu
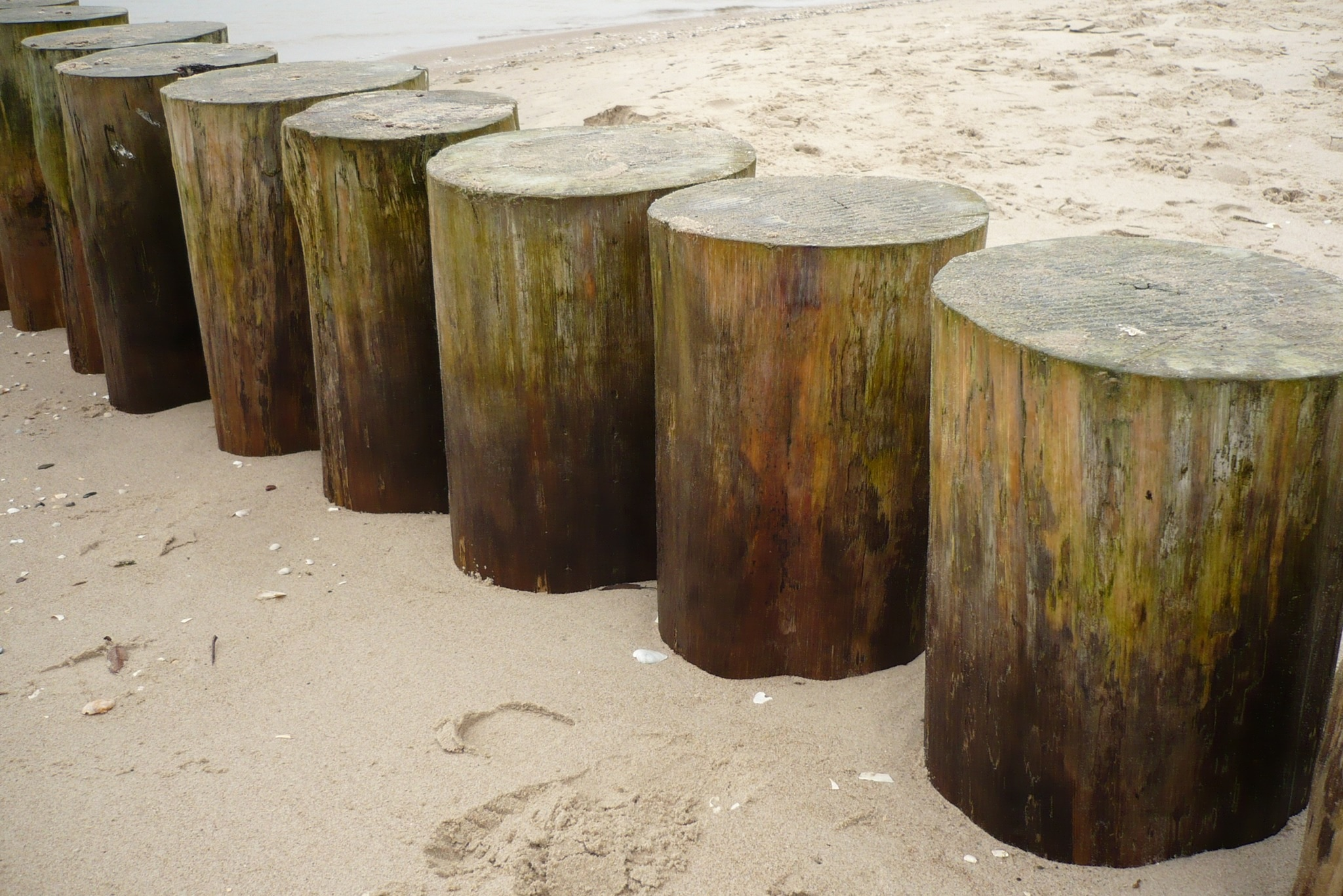
Falochron słupowy w Dziwnowie
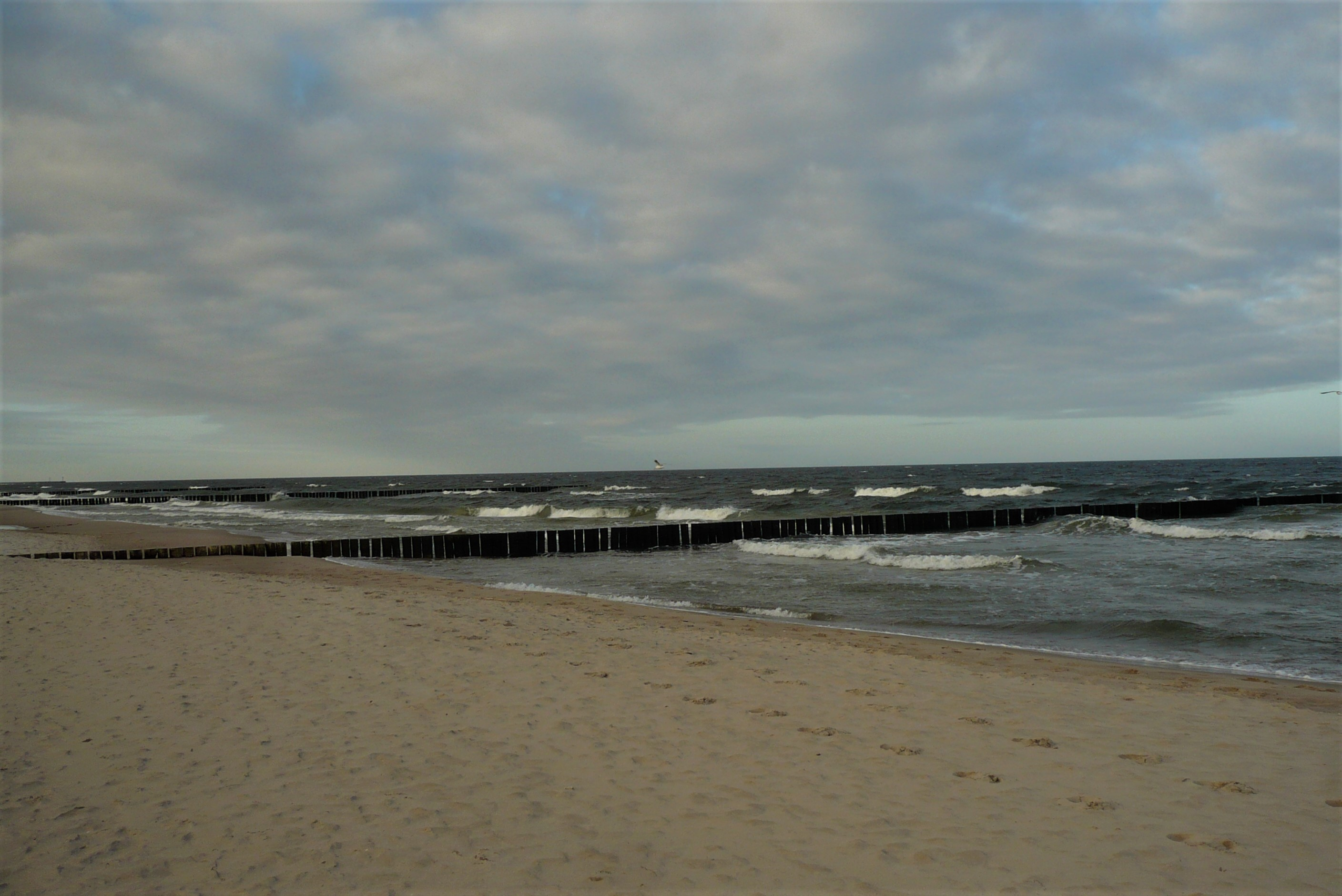
Falochron słupowy w Dziwnowie